# Piramida (Dolinka za Piekarnią)
Piramida – skała na Wyżynie Olkuskiej (część Wyżyny Krakowsko-Częstochowskiej), w miejscowości Sułoszowa w województwie małopolskim, w powiecie krakowskim, w gminie Sułoszowa. Skała znajduje się u podnóża orograficznie prawego zbocza Dolinki za Piekarnią. Jej północno-zachodnia, pionowa ściana opada na łąkę na dnie dolinki, pozostałe ściany znajdują się w zaroślach na stromym zboczu Dolinki za Piekarnią.

## Drogi wspinaczkowe
Piramida to zbudowana z wapieni skała o wysokości do 16 m. Uprawiana jest na niej wspinaczka skalna. W 2015 r. poprowadzono 2 drogi wspinaczkowe. Mają zamontowane stałe punkty asekuracyjne: ringi (r) i stanowiska zjazdowe (st).
1. Megahit parch. VI2, 6r +st
2. Superpromocja parcha; VI.1, 6r + st[2].